# Kościół św. Anny w Zalesiu
Kościół św. Anny w Zalesiu – drewniany rzymskokatolicki kościół pw. Świętej Anny, wybudowany w 1717, położony w Zalesiu, w powiecie kłodzkim.
Jest jednym z czterech zachowanych drewnianych kościołów na ziemi kłodzkiej. Pozostałe znajdują się w Kamieńczyku, Międzygórzu i Nowej Bystrzycy. Kościół filialny parafii w Bystrzycy Kłodzkiej.
Kościół wpisany jest do wojewódzkiego rejestru zabytków

## Historia
Drewniany kościółek pw. św. Anny w Zalesiu wzniesiony został na wschodnim zboczu doliny Drwiny w 1717, na istniejącym od co najmniej 1620 roku cmentarzu, prawdopodobnie jako kaplica cmentarna, w 1718 był konsekrowany. W XIX stuleciu dobudowano kruchtę, w 1893 kościół remontowano. W 1914 odnowiono polichromię. Poważny remont przeprowadzono w latach 1937–1939: wyremontowano dach z sygnaturką i gontowym pokryciem, pomalowano elewacje. Wewnątrz malarz Schneider z Wrocławia odnowił i uzupełnił malowidła stropu i empor. Od 1939 do 1 sierpnia 1941, kiedy został aresztowany przez Gestapo, pracę duszpasterską w kościółku prowadził niemiecki ksiądz Gerhard Hirschfelder, późniejszy błogosławiony i męczennik Kościoła katolickiego.
Po 1945 przebudowano kruchtę dostosowując ją do architektury kościoła oraz pobielono wnętrze kościoła.

## Architektura i wyposażenie
Jest to drewniana budowla konstrukcji zrębowej ze szparami wypełnionymi gliną i suszoną trawą, na murowanym fundamencie, nieorientowana. Założona na planie prostokąta z prezbiterium i nawą zawartymi w korpusie oraz z dobudowanymi na osi zakrystią i kruchtą. Korpus nakryty wysokim gontowym dachem czterospadowym z wydatnymi konikami i z wysuniętymi okapami. Nad chórem muzycznym wznosi się smukła, 8-boczna wieża konstrukcji słupowej z sygnaturką z iglicą. Ściany oszalowane z listwowaniem z małymi oknami o łuku odcinkowym, w listwowych obramieniach.
Wnętrze o wymiarach 13,5x7,5 m rozdzielone na nawę i prezbiterium półkolistym łukiem tęczowym, nakryte drewnianym belkowym, odeskowanym stropem z podciągami, podzielonym na kasetony. 45 oddzielnych kasetonów stropowych i 11 na balustradzie chóru muzycznego ozdobione są XVIII wieczną polichromią figuralną o tematyce biblijnej. Cały ten zespół polichromii, tzw. Biblia Pauperum, czyli obrazkowe przedstawienie scen biblijnych dla niepiśmiennych, jest najcenniejszym elementem świątyni. Pozostałe skromne barokowe wyposażenie kościoła to: drewniany, polichromowany ołtarz główny z 1720, przedstawiający patronkę kościoła św. Annę, ołtarz boczny Matki Boskiej z początku XX w., polichromowana ambona i drewniana balustrada komunijna z około 1720.

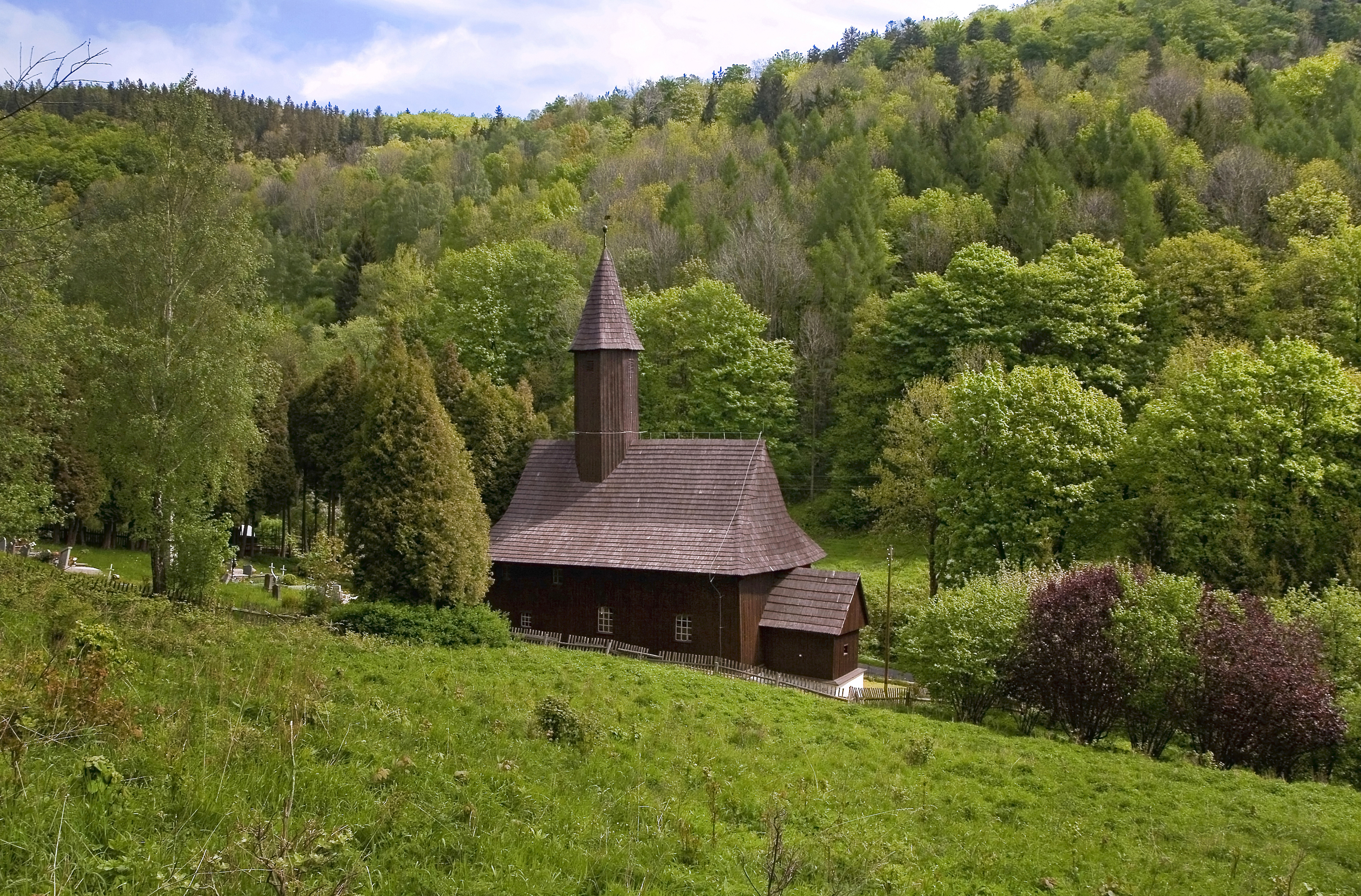
Elewacja południowa
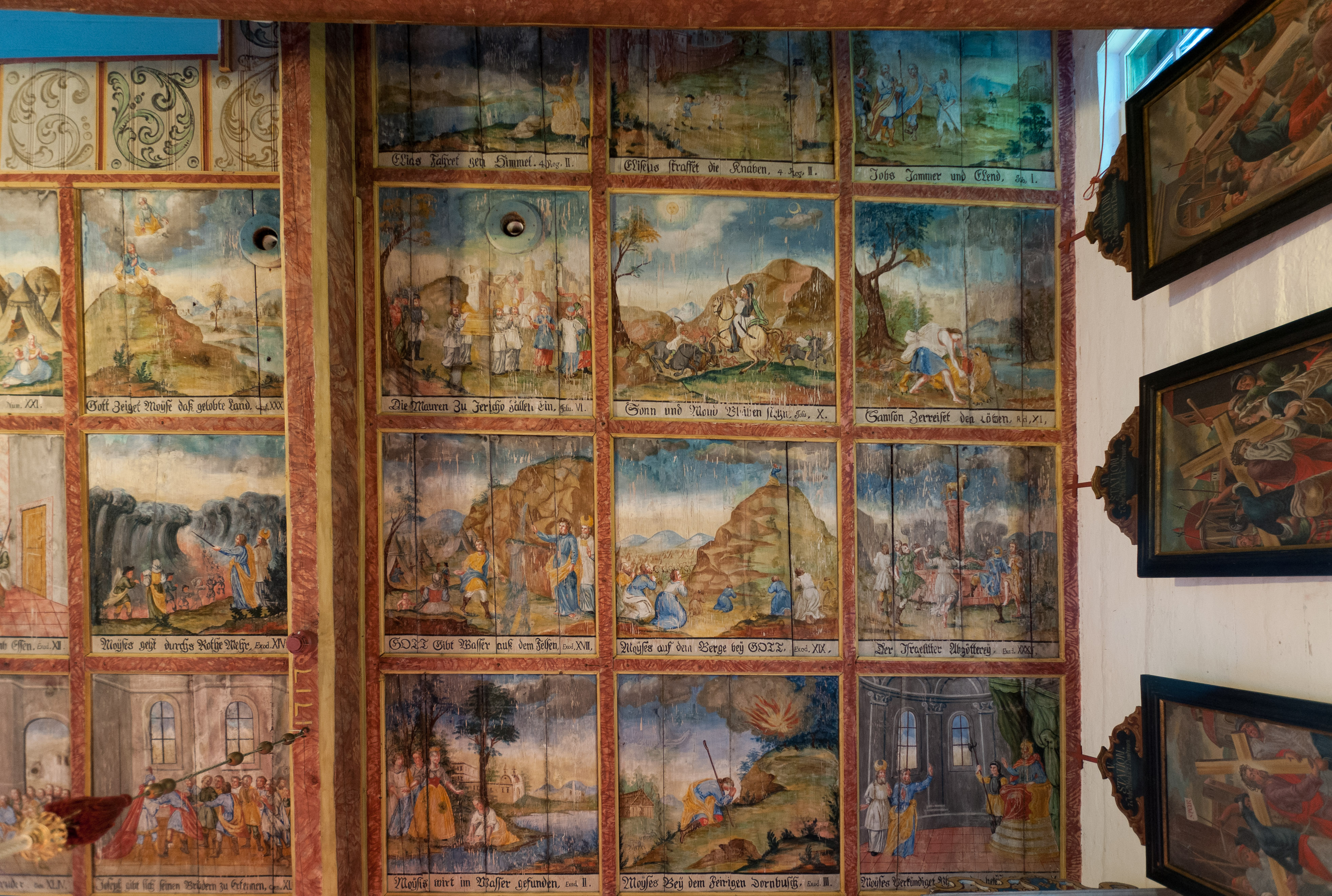
Polichromia na suficie
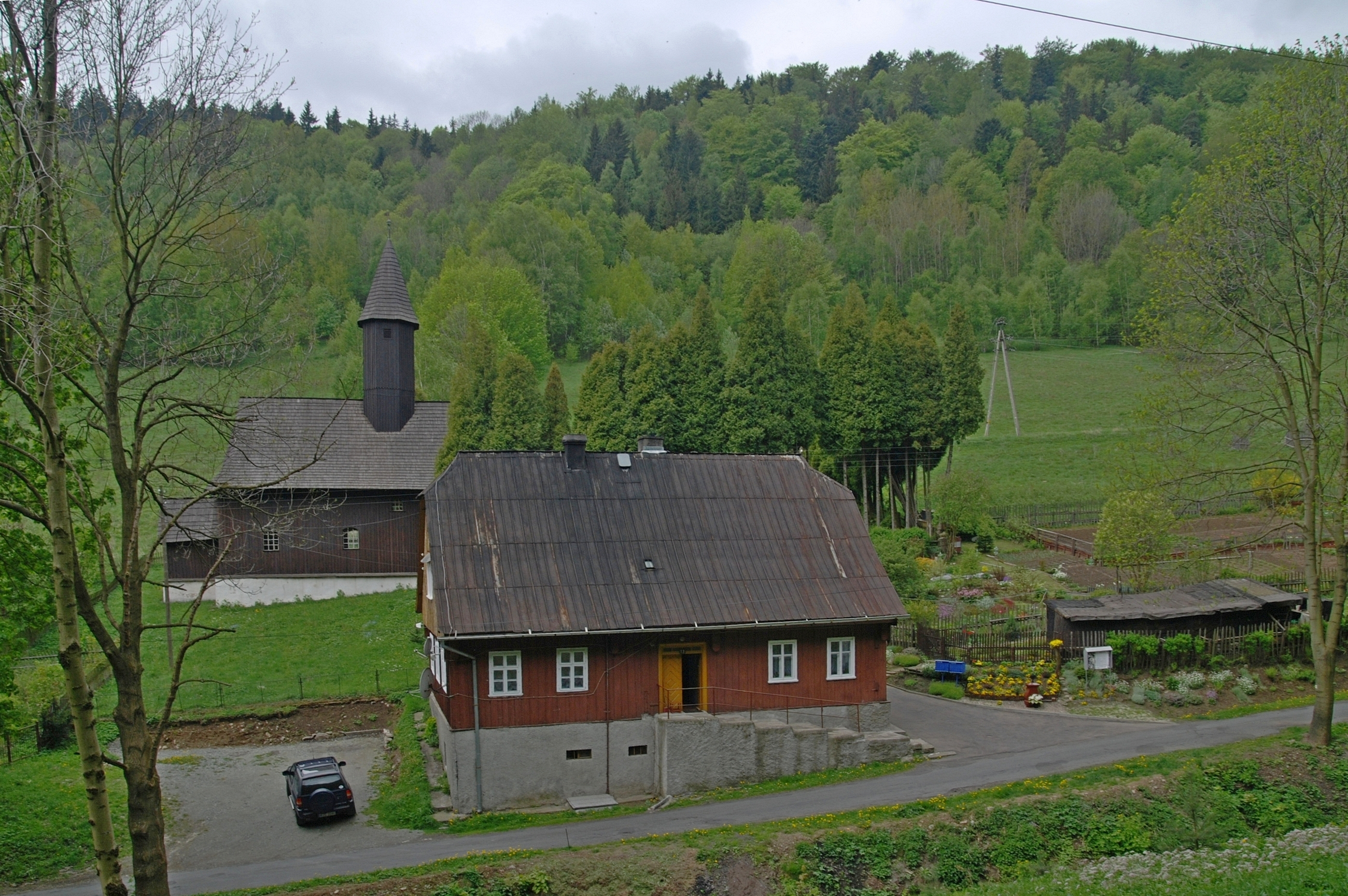
Widok od strony wschodniej
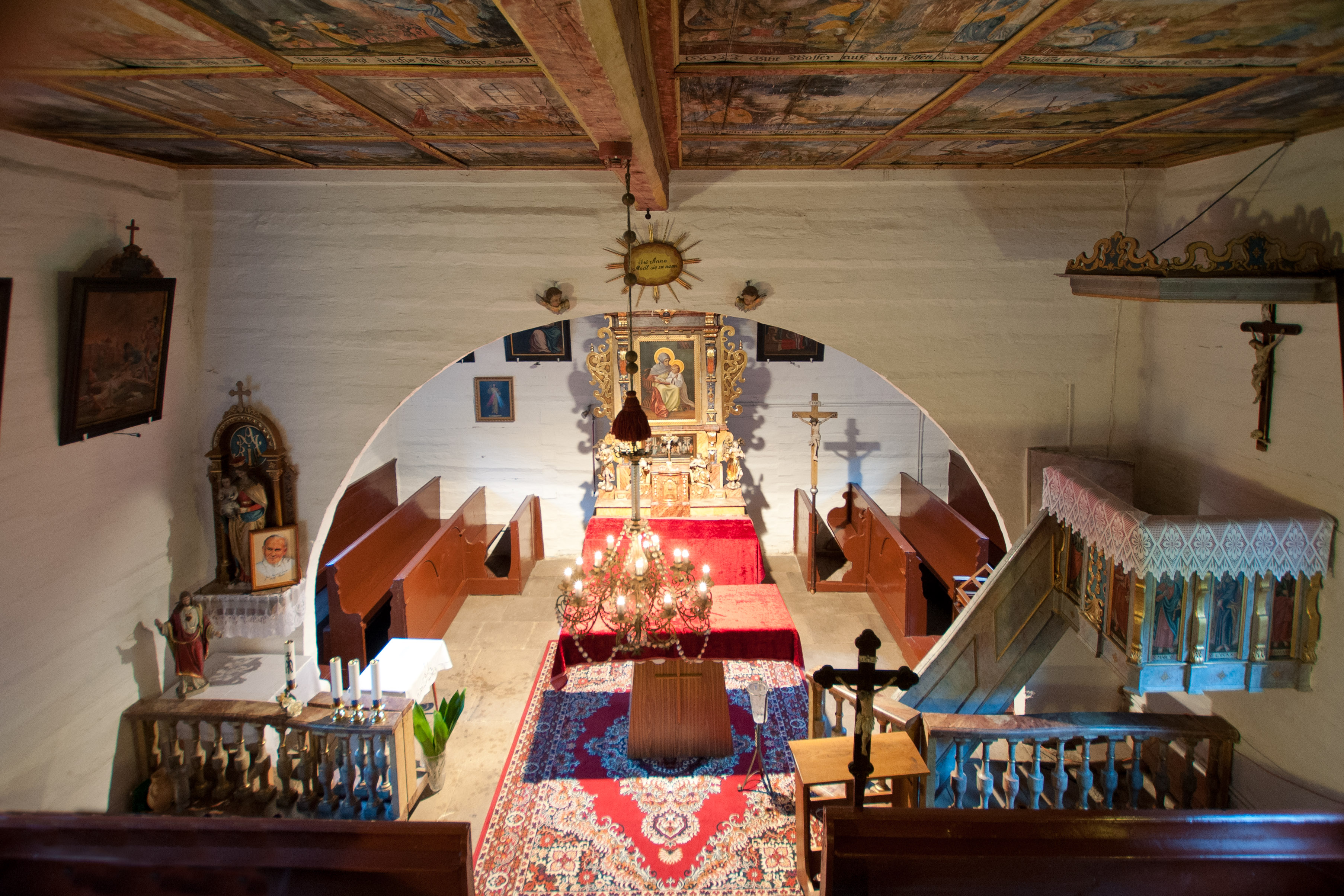
Wnętrze: ołtarz główny
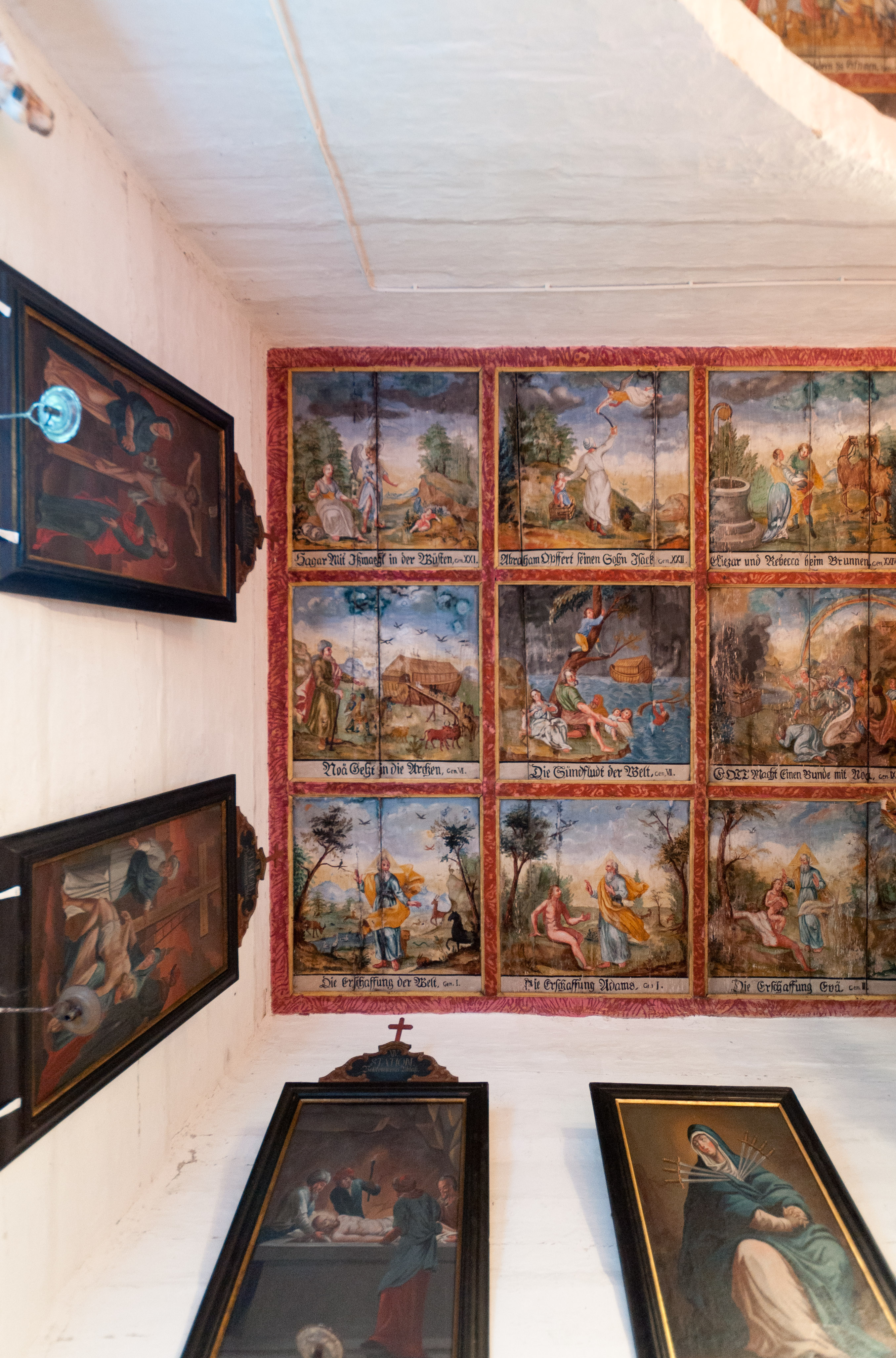
Polichromia na suficie
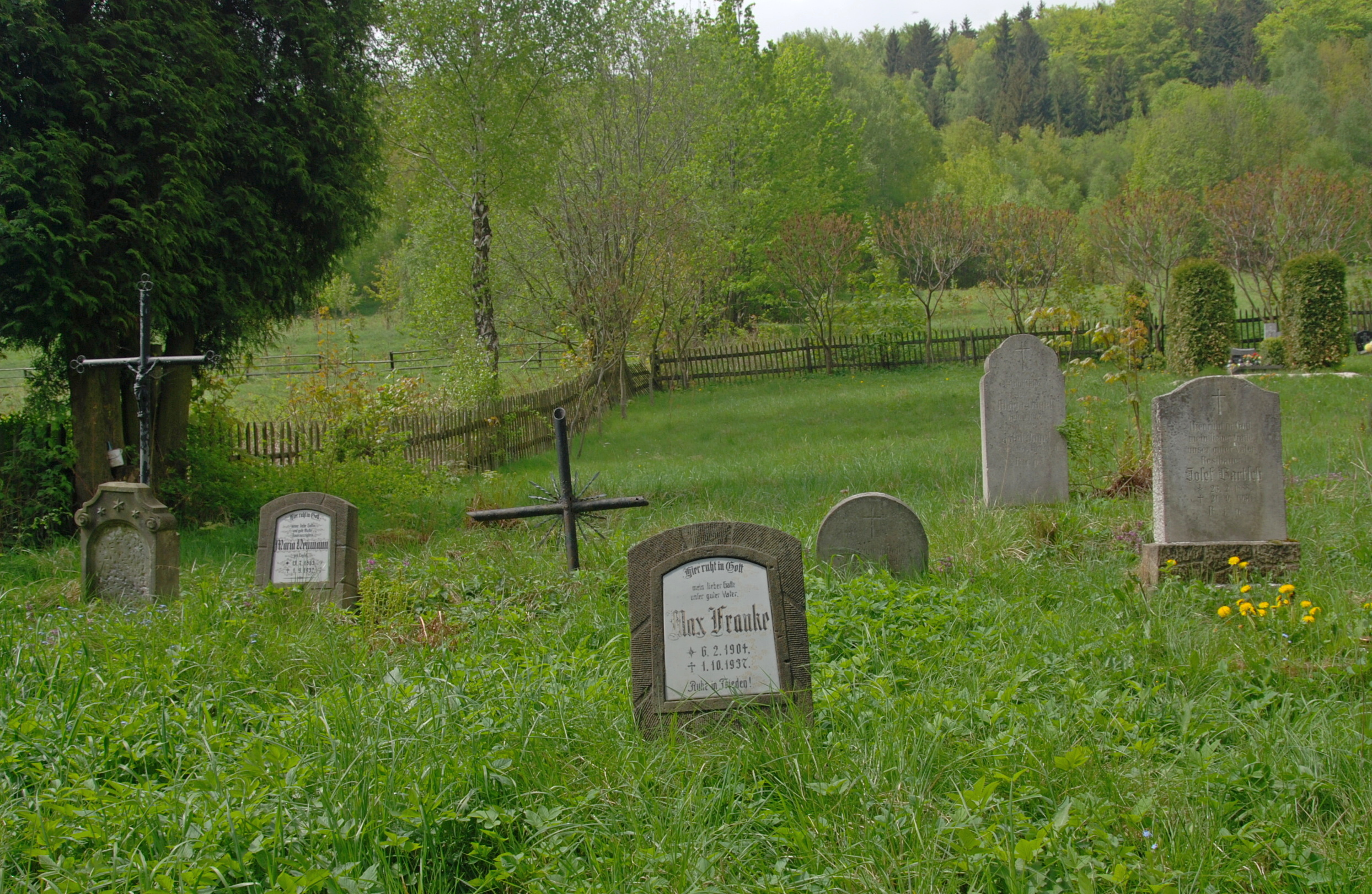
Cmentarz przykościelny

## Otoczenie
Obok kościoła znajduje się cmentarz, który założony został przez protestantów przed 1625, a przejęty przez katolików w 1631.